# Am Schiffbleek 1 (Quedlinburg)

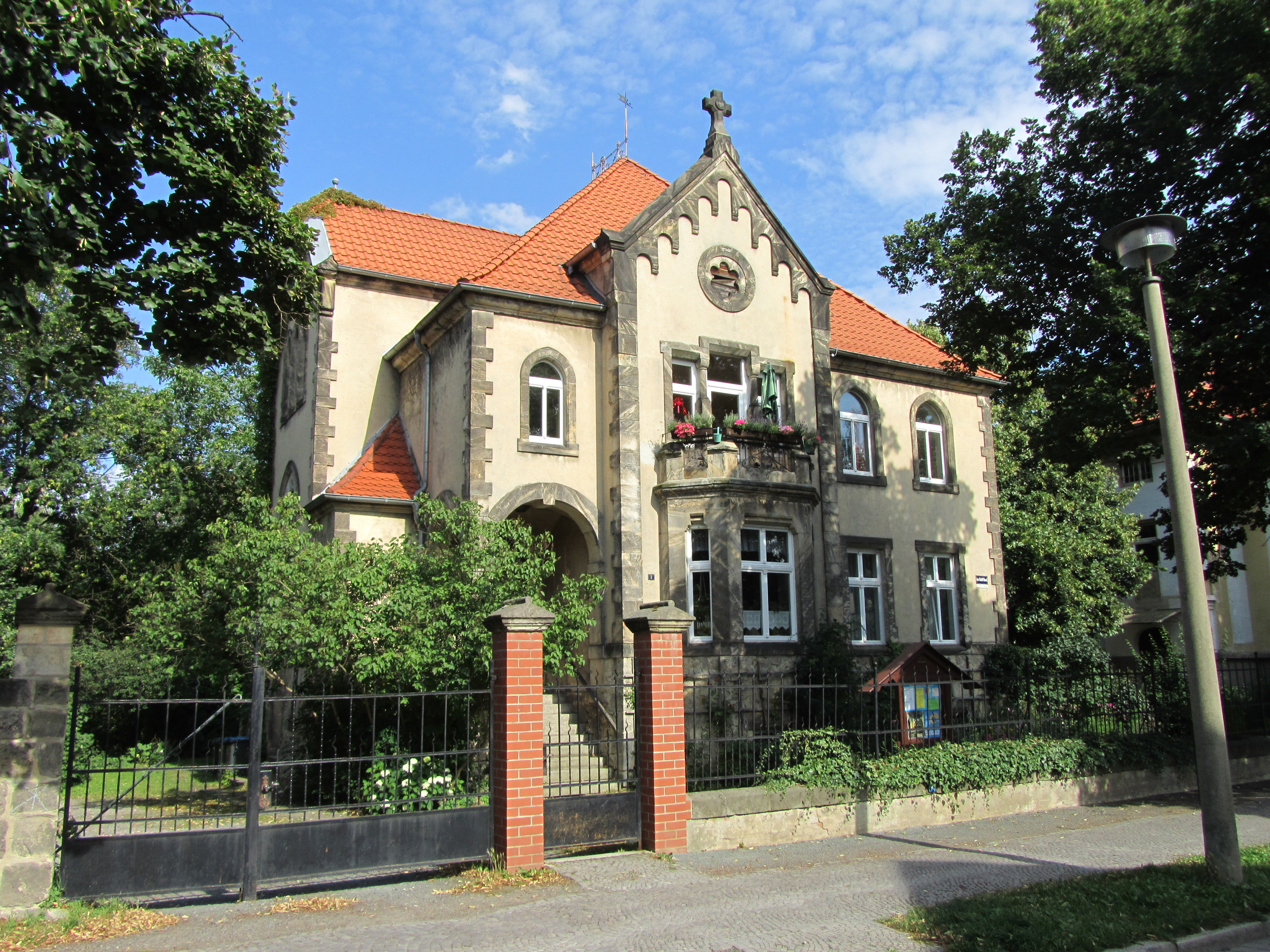
Pfarrhaus Am Schiffbleek 1

Das Haus Am Schiffbleek 1 ist ein denkmalgeschütztes Gebäude in der Stadt Quedlinburg in Sachsen-Anhalt.

## Architektur und Geschichte
Die Villa wurde in den Jahren 1897/1898 durch den Regierungsbaumeister Max Bel für die Gemeinde der Sankt-Servatii-Kirche als Pfarrhaus errichtet. Sie ist Im Quedlinburger Denkmalverzeichnis eingetragen. Stilistisch lehnt sich die Architektur des Hauses mit Rundbogenfries, Säule mit Würfelkapitell und gekuppelten Fenstern an den Übergangsstil von Spätromanik zur Frühgotik an. Die Villa selbst ist vielgliedrig und in sich asymmetrisch.